# Morze Czerwone
Morze Czerwone (arab. البحر الأحم ر al-Bahr al-ahmar, hebr.  ים סוף jam suf, tigrinia ቀይሕ ባሕሪ QeyH baHri) – morze śródlądowe międzykontynentalne, między Afryką a Półwyspem Arabskim, część Oceanu Indyjskiego.

## Geografia i geologia
Morze Czerwone połączone jest przez cieśninę Bab al-Mandab z Morzem Arabskim, a przez Kanał Sueski z Morzem Śródziemnym. Na północy dzieli się na dwie zatoki – Zatokę Sueską i Zatokę Akaba, otaczające z dwóch stron Półwysep Synaj.
Mimo że jest to morze śródlądowe, nie jest morzem szelfowym. Środkiem dna Morza Czerwonego biegnie dolina ryftowa. Jest to Ryft Morza Czerwonego. Jego dno stanowi skorupa oceaniczna zbudowana z bazaltu. W tym miejscu Afryka oddala się od Azji, a właściwie płyta afrykańska od płyty arabskiej. Proces ten rozpoczął się w eocenie i przyśpieszył w czasie oligocenu.
Na morzu znajdują się liczne wyspy, w tym archipelagi Farasan i Dahlak. Występują rafy koralowe, głównie na południu. Do Morza Czerwonego nie wpływa żadna rzeka. Jest ważnym szlakiem żeglugowym, obsługuje ruch żeglugowy pomiędzy Europą (zwłaszcza państwa basenu Morza Śródziemnego) a Azją.
Głównymi portami są: Suez (Egipt), Janbu al-Bahr i Dżudda (Arabia Saudyjska), Port Sudan (Sudan) oraz Ejlat (Izrael).

## Nazwa
Istnieje kilka hipotez co do pochodzenia nazwy Morza Czerwonego:
1. Woda Morza Czerwonego przez cały rok sprawia wrażenie, że jest koloru zielono-niebieskiego, jednakże podczas zakwitu sinic Trichodesmium woda wydaje się czarno-brązowa,
2. Od nazwy ludu Himyaritów, żyjącego w starożytności na jego wybrzeżach, którzy sami się nazywali Czerwonymi,
3. Niektórzy twierdzą, że słowo czerwony oznaczało w niektórych językach azjatyckich kierunek południowy (Herodot raz używa określenie Morze Południowe zamiast Morze Czerwone),
4. Starożytni Egipcjanie nazywali Pustynię Arabską czerwoną ziemią lub czerwonym lądem, stąd morze ograniczające te ziemie nazwali czerwonym,
5. Obecnie przewodnicy we współczesnym Egipcie twierdzą, że nazwa morza pochodzi od raf koralowych, których większość w tym morzu ma zabarwienie czerwonawe,

Morze Czerwone jest jednym z czterech mórz nazwanych w języku polskim (podobnie jak m.in. w angielskim, niemieckim i rosyjskim) nazwą barwy, obok Morza Czarnego, Morza Białego i Morza Żółtego.

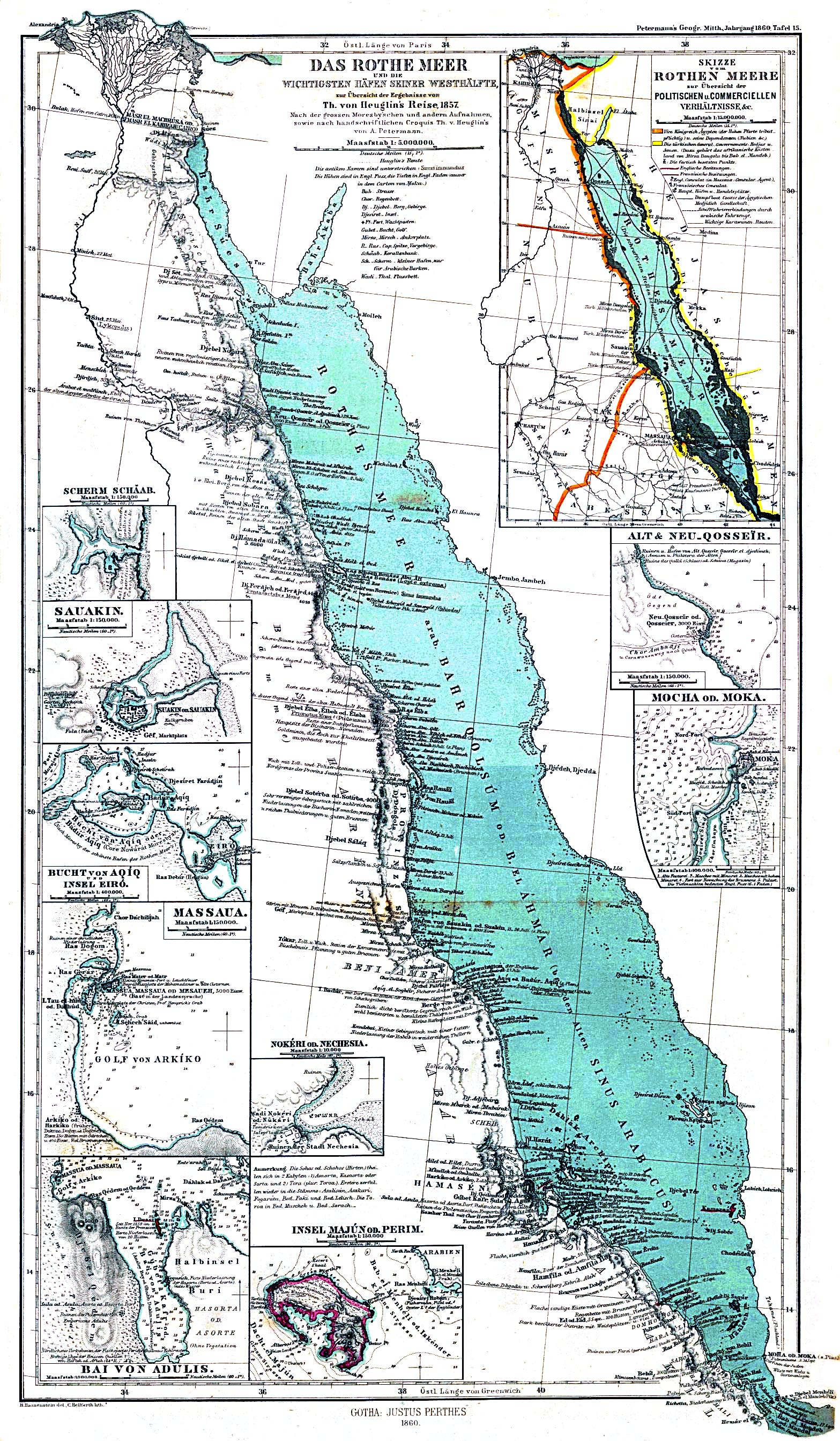
mapa Morza Czerwonego z 1860

## Turystyka
Ośrodki wypoczynkowo-turystyczne rozwinęły się głównie na wybrzeżu egipskim (m.in.: Szarm el-Szejk, Hurghada, Taba, Al-Dżuna, Nuwajba, Marsa Alam) oraz w Ejlacie w Izraelu i w jordańskiej Akabie.

## W Biblii
Według Septuaginty i kolejnych tłumaczeń Biblii opartych na niej, kiedy Żydzi opuszczali niewolę egipską w drodze do Ziemi Obiecanej, Jahwe za pośrednictwem Mojżesza sprawił, że morze się rozstąpiło. Mojżesz i Izraelici uciekli przez jego środek, a pogoń wojsk faraona zginęła w nieskończonych odmętach powracających na swe miejsce wód. Izraelici bezpiecznie przedostali się na półwysep Synaj. W oryginalnym tekście hebrajskim opisującym przejście przez Morze Czerwone określone jest ono nazwą  ים סוף (Jam Suf, Yam Suf), co oznacza „Morze Trzcin” lub „Morze Sitowia”, przez co bibliści skłaniają się ku utożsamianiu rzekomego Morza Czerwonego ze śródlądowymi mokradłami pomiędzy Morzem Czerwonym a Śródziemnym.